# Équipe cycliste Bridgestone
L'équipe cycliste Bridgestone est une équipe cycliste japonaise participant aux circuits continentaux de cyclisme et en particulier l'UCI Asia Tour. 

## Histoire de l'équipe
L'histoire de l'équipe remonte à 1964, mais son incarnation actuelle en tant qu'équipe de course sur route enregistrée UCI Team Bridgestone-Anchor commence en 2008. Pour la saison 2012, l'équipe effectue  un changement majeur en recrutant plusieurs coureurs non-japonais et en courant la moitié de leurs courses hors du Japon. En 2013, Damien Monier, vainqueur d'une étape du Tour d'Italie 2010, est recruté. Pendant cette période un autre français Thomas Lebas est leader de l'équipe pendant cinq ans. En 2018, l'équipe est renommée « Team Bridgestone Cycling », avec une équipe entièrement japonaise.

## Principales victoires

### Courses par étapes
- Tour d'Okinawa : Kenji Itami (2009), Sho Hatsuyama (2013)
- Tour de Hokkaido : Miyataka Shimizu (2010), Thomas Lebas (2013)
- Tour de Sétif : Thomas Lebas (2014)
- Tour des Philippines : Thomas Lebas (2015)
- Tour de Guadeloupe : Damien Monier (2016)

### Championnats nationaux
- Championnats du Japon sur route : 5
  - Course en ligne : 2016 (Sho Hatsuyama)
  - Contre-la-montre : 2012, 2016, 2017 (Ryota Nishizono) et 2018 (Kazushige Kuboki)

## Classements UCI
L'équipe participe aux épreuves des circuits continentaux et en particulier de l'UCI Asia Tour. Les tableaux ci-dessous présentent les classements de l'équipe sur les différents circuits, ainsi que son meilleur coureur au classement individuel.
UCI Africa Tour
| UCI Africa Tour | UCI Africa Tour        | UCI Africa Tour                           | UCI Africa Tour |
| Année           | Classement par équipes | Meilleur coureur au classement individuel |                 |
| --------------- | ---------------------- | ----------------------------------------- | --------------- |
| 2012            | 14e                    | Hayato Yoshida (69e)                      |                 |
| 2014            | 4e                     | Thomas Lebas (13e)                        |                 |
|                 |                        |                                           |                 |
| Source : UCI    |                        |                                           |                 |

UCI America Tour
| UCI America Tour | UCI America Tour       | UCI America Tour                          | UCI America Tour |
| Année            | Classement par équipes | Meilleur coureur au classement individuel |                  |
| ---------------- | ---------------------- | ----------------------------------------- | ---------------- |
| 2008             | 32e                    | Masamichi Yamamoto (232e)                 |                  |
| 2009             | 29e                    | Makoto Iijima (281e)                      |                  |
| 2010             | 13e                    | Miyataka Shimizu (24e)                    |                  |
| 2014             | 20e                    | Damien Monier (55e)                       |                  |
| 2016             | 25e                    | Damien Monier (109e)                      |                  |
| 2017             | 47e                    | Yudai Arashiro (432e)                     |                  |
|                  |                        |                                           |                  |
| Source : UCI     |                        |                                           |                  |

UCI Asia Tour
| UCI Asia Tour | UCI Asia Tour          | UCI Asia Tour                             | UCI Asia Tour |
| Année         | Classement par équipes | Meilleur coureur au classement individuel |               |
| ------------- | ---------------------- | ----------------------------------------- | ------------- |
| 2008          | 34e                    | Makoto Iijima (118e)                      |               |
| 2009          | 34e                    | Makoto Iijima (90e)                       |               |
| 2010          | 9e                     | Miyataka Shimizu (19e)                    |               |
| 2011          | 16e                    | Miyataka Shimizu (25e)                    |               |
| 2012          | 28e                    | Thomas Lebas (69e)                        |               |
| 2013          | 10e                    | Thomas Lebas (25e)                        |               |
| 2014          | 20e                    | Kōhei Uchima (58e)                        |               |
| 2015          | 11e                    | Kōhei Uchima (27e)                        |               |
| 2016          | 14e                    | Ryota Nishizono (86e)                     |               |
| 2017          | 19e                    | Ryota Nishizono (53e)                     |               |
| 2018          | 51e                    | Kazushige Kuboki (154e)                   |               |
| 2019          | 24e                    | Shunsuke Imamura (67e)                    |               |
| 2020          | -                      | Manabu Ishibashi (65e)                    |               |
| 2021          | 11e                    | Naoki Kojima (30e)                        |               |
| 2022          | 23e                    | Shoi Matsuda (54e)                        |               |
| 2023          | 37e                    | -                                         |               |
|               |                        |                                           |               |
| Source : UCI  |                        |                                           |               |

UCI Europe Tour
| UCI Europe Tour | UCI Europe Tour        | UCI Europe Tour                           | UCI Europe Tour |
| Année           | Classement par équipes | Meilleur coureur au classement individuel |                 |
| --------------- | ---------------------- | ----------------------------------------- | --------------- |
| 2013            | 98e                    | Miyataka Shimizu (419e)                   |                 |
| 2015            | 120e                   | Thomas Lebas (761e)                       |                 |
| 2016            | 134e                   | Thomas Lebas (1452e)                      |                 |
| 2017            | 134e                   | Sho Hatsuyama (1661e)                     |                 |
|                 |                        |                                           |                 |
| Source : UCI    |                        |                                           |                 |

L'équipe est également classée au Classement mondial UCI qui prend en compte toutes les épreuves UCI et concerne toutes les équipes UCI.
| Classement mondial | Classement mondial     | Classement mondial                        | Classement mondial |
| Année              | Classement par équipes | Meilleur coureur au classement individuel |                    |
| ------------------ | ---------------------- | ----------------------------------------- | ------------------ |
| 2016               | -                      | Ryota Nishizono (705e)                    |                    |
| 2017               | -                      | Ryota Nishizono (566e)                    |                    |
| 2018               | -                      | Kazushige Kuboki (1099e)                  |                    |
| 2019               | 148e                   | Shunsuke Imamura (1140e)                  |                    |
| 2020               | -                      | Manabu Ishibashi (1133e)                  |                    |
| 2021               | 130e                   | Naoki Kojima (908e)                       |                    |
| 2022               | 149e                   | Shoi Matsuda (919e)                       |                    |
| 2023               | 178e                   | Naoki Kojima (1751e)                      |                    |
| 2024               | 199e                   | Tetsuo Yamamoto (2397e)                   |                    |
|                    |                        |                                           |                    |
| Source : UCI       |                        |                                           |                    |

## Team Bridgestone Cycling en 2022
| Cycliste         | Date de naissance | Nationalité | Équipe 2021              |  |
| ---------------- | ----------------- | ----------- | ------------------------ |  |
| Ryo Chikatani    | 17 avril 1992     | Japon       | Team Bridgestone Cycling |  |
| Eiya Hashimoto   | 15 décembre 1993  | Japon       | Team Bridgestone Cycling |  |
| Shunsuke Imamura | 14 février 1998   | Japon       | Team Bridgestone Cycling |  |
| Shōki Kawano     | 26 mars 2000      | Japon       | Team Bridgestone Cycling |  |
| Naoki Kojima     | 1er novembre 2000 | Japon       | Team Bridgestone Cycling |  |
| Kazushige Kuboki | 6 juin 1988       | Japon       | Team Bridgestone Cycling |  |
| Shoi Matsuda     | 13 septembre 1999 | Japon       |                          |  |
| Keitaro Sawada   | 21 janvier 1998   | Japon       | Team Bridgestone Cycling |  |
| Suguru Tokuda    | 31 mai 1994       | Japon       | Team Bridgestone Cycling |  |
| Tetsuo Yamamoto  | 17 mars 2000      | Japon       | Team Bridgestone Cycling |  |